# Menegites nivea
Menegites nivea là một loài bướm đêm thuộc phân họ Arctiinae, họ Erebidae.